# Marlingford and Colton
Marlingford and Colton – gmina (civil parish) w Anglii, w hrabstwie Norfolk, w dystrykcie South Norfolk. Leży 12 km na zachód od Norwich i 153 km na północny wschód od Londynu.
Miejscowość liczy 384 mieszkańców.